# La Prensa de San Diego
La Prensa de San Diego es un periódico bilingüe en español e inglés con sede en San Diego (California), que se edita desde 1976 (el más antiguo de San Diego).
Se distribuye semanalmente todos los viernes.
El periódico está dirigido a la creciente comunidad hispana de San Diego, pero especialmente se centra en la comunidad mexicana. De hecho, San Diego se encuentra muy cerca de la frontera de México.
En su página web, se puede ver la primera página de todos los periódicos de "La Prensa" que han salido desde hace 9 años.

## Historia
El periódico fue creado el 1 de noviembre de 1976 por el mexicano Daniel L. Muñoz (profesor de "Mesa Community College"), quien creó además "La Prensa Muñoz, Inc. Publications" que se encarga de la publicación del periódico. De la dirección de la edición se encargó su hijo Daniel H. Muñoz, JR. 
El periódico era sólo en español, pero a partir de 1990 se traduciría también al inglés, pasando a ser bilingüe.